# Génial, mes parents divorcent !
Pour plus de détails, voir Fiche technique et Distribution.
Génial, mes parents divorcent ! est un film français réalisé par Patrick Braoudé, sorti en 1991.

## Synopsis
Julien, dont les parents viennent de se séparer, vit très mal cette situation, au point d'inventer un départ de son père à l'étranger pour une association humanitaire. Son copain Thomas, lui-même enfant de divorcés, essaye pourtant de lui remonter le moral en lui exposant les différents côtés positifs que peut lui apporter un divorce. Par la suite, dans la classe de CM2 des deux garçons, deux clans naîtront : celui des enfants de divorcés et les autres.

## Fiche technique
Sauf indication contraire, les informations mentionnées dans cette section peuvent être confirmées par les bases de données cinématographiques IMDb et Allociné,  présentes dans la section « Liens externes ».
- Titre : Génial, mes parents divorcent !
- Réalisation et scénario : Patrick Braoudé
- Musique : Jacques Davidovici
- Photographie : Thierry Arbogast
- Montage : Marie-Josèphe Yoyotte
- Décors : Emmanuel Sorin
- Costumes : Carine Sarfati
- Son : Jean-Bernard Thomasson
- Conseils techniques : Gérard Krawczyk
- Production : Anne François et Christophe Lambert
- Sociétés de production : AFCL Productions, en coproduction avec CFC (Compagnie française cinématographique) et Ciné Cinq
- Société de distribution : AFMD
- Pays de production :  France
- Langue originale : français
- Format : couleurs - 1,85:1 - 35 mm - Dolby
- Genre : comédie
- Durée : 95 minutes
- Dates de sortie : 
  - France : 30 janvier 1991
  - Suisse : 5 avril 1991 (Suisse romande)

## Distribution
Sauf indication contraire, les informations mentionnées dans cette section peuvent être confirmées par les bases de données cinématographiques IMDb et Allociné,  présentes dans la section « Liens externes ».

### Enfants
- Adrien Dirand : Julien Basfroi[1]
- Volodia Serre : Thomas Kermany[1]
- Gianni Giardinelli : Christian Lembal[1]
- Jennifer Lauret : Pénélope Cassine[1]
- Joachim Mazeau : Ernest
- Stanislas Forlani (crédité Stanislas Forlani-Crevillén) : Nestor
- Fabrice Mansanarez : José
- Édouard Barazer : Arthur
- Canaan Marguerite : Édouard
- Alexis Tomassian : David
- Ondine Martin Fevre : Marie-Hélène
- Richard Romain : Léon
- Vinciane Guillouzic : Jessica
- Xavier Toto : Jonathan
- Florentin Millour : Raoul
- Johanna Krawczyck : Sarah
- Mathilde Varin : la fillette aux carambars
- Jessica Holgado : la fillette à la sucette
- Jonas Braoudé : le bébé de Victor et Estelle

### Adultes
- Patrick Braoudé : Victor Cassine[1], l'enseignant de CM2, père de Pénélope
- Sonia Vollereaux : Estelle Cassine[1], l'enseignante de CM1, épouse de Victor et mère de Pénélope
- Patrick Bouchitey : le père de Julien
- Clémentine Célarié : la mère de Julien
- Daniel Russo : le père de Christian
- Sylvie Loeillet : Samantha, la mère de Christian
- Pascal Légitimus : le gardien du stade
- Jean-Paul Lilienfeld : Jean-Paul, le prof de sport
- Jean-François Dérec : le père d'Édouard
- Françoise Pinkwasser : la mère d'Édouard
- Patricia Malvoisin : la mère de Raoul
- Philippe Sturbelle : le père de Raoul
- Christine Melcer : la directrice de l'école
- Mimi Young : la gardienne de l'école
- Jean-José Richer : le libraire
- Guila Braoudé : la femme au chien
- Sylvain Madigan : l'homme au chien
- Elsa Zylberstein (créditée Elsa Steiner) : la sœur aînée de Thomas
- Cécile Gabriel : une femme à la fenêtre
- Julien de Lapize : l'homme blond à la fenêtre
- Rémy Roubakha : le patron du café

## Éditions
Le film a été distribué en VHS par Pathé Vidéo en 1991, puis en DVD en 2003 par Studio Canal dans la collection Ciné Rire. La bande son du film a fait l'objet d'une sortie en disque vinyle puis en CD.

## Autour du film
- Le tournage s'est déroulé en France (Chavenay, Plaisir et Saint-Nom-La-Bretèche), ainsi qu'à Los Angeles, aux États-Unis.
- Le film a eu droit à un remake américain, Génial ! Mes parents s'aiment, réalisé par Lynn Hamrick en 1999.
- On notera une petite apparition de Guila Braoudé, la femme du cinéaste, dans le rôle de la femme au chien.
- Le film est une première collaboration entre le comédien Daniel Russo et le réalisateur Patrick Braoudé, qui se poursuivra sur Neuf mois (1994), Deuxième vie (2000) ou Iznogoud (2005).
- Patrick Braoudé va une seconde fois travailler avec Pascal Légitimus dans Neuf mois (1994).
- Le film a été tourné en été bien que des scènes faisaient croire que l'on était en hiver
- Les tournages qui se passent dans l'école ont été pris dans l'unique école maternelle et primaire de Chavenay. La séquence dans la cantine n'était pas vraiment la cantine, mais le hall de l'école maternelle.
- Certains figurants ont été recrutés directement dans les rues de Chavenay, par un casteur.
- Lola Lafon, qui avait alors 17 ans, interprète la chanson Boy Go Home[2] sur la BO du film (non crédité au générique).
- La chanson du générique de fin, Le Rock des divorcés, est interprété par Alexis Tomassian. Les paroles sont écrites par Guila Braoudé et la musique composée par Jacques Davidovici).
- Ce film est l'occasion d'un premier rôle au cinéma pour de nombreux jeunes acteurs, et c'est le deuxième film pour Elsa Zylberstein.